# Blackjack Lanza
Jack Lanza (Minneapolis (Minnesota), 14 oktober 1935 - 8 december 2021), beter bekend onder zijn worstelnaam Blackjack Lanza, was een Amerikaans professioneel worstelaar.
Lanza en Blackjack Mulligan (Robert Windham) worstelden en wonnen samen als tag team The Blackjacks vele tag team titels.

## In worstelen
- Afwerking bewegingen
  - Clawhold

- Kenmerkende bewegingen
  - Brainbuster

- Managers
  - Bobby Heenan

## Kampioenschappen en prestaties
- American Wrestling Association
  - AWA World Tag Team Championship (1 keer met Bobby Duncum Sr.)

- Georgia Championship Wrestling
  - NWA Georgia Television Championship (1 keer)

- NWA Big Time Wrestling
  - NWA American Heavyweight Championship (1 keer)
  - NWA American Tag Team Championship (1 keer met Blackjack Mulligan)
  - NWA Brass Knuckles Championship (2 keer)

- World Wrestling Association
  - WWA World Tag Team Championship (1 keer met Blackjack Mulligan)

- World Wide Wrestling Federation / World Wrestling Entertainment
  - WWWF World Tag Team Championship (1 keer met Blackjack Mulligan)
  - WWE Hall of Fame (Class of 2006)